# Стиник
Стиник (мкд. Стиник) је насеље у Северној Македонији, у југоисточном делу државе. Стиник је у саставу општине Ново Село.

## Географија
Стиник је смештен у југоисточном делу Северне Македоније. Од најближег града, Струмице, насеље је удаљено 45 km источно.
Насеље Стиник се налази у историјској области Струмица. Насеље је положено у брдском крају, на висовима планине Огражден. Надморска висина насеља је приближно 790 метара. 
Месна клима је планинска због знатне надморске висине.

## Становништво
Стиник је према последњем попису из 2002. године имао 58 становника. По попису из 1961. године, село је имало 450 житеља.
Већинско становништво у насељу су етнички Македонци (100%).
Већинска вероисповест месног становништва је православље.